# Antoni Collot
Antoni Collot est un réalisateur, artiste et théoricien de l'art  français né le 8 mars 1976.

## Biographie
Il vit à Paris. Auteur de nombreuses pièces (installations, performances) présentées dans le champ de l’art contemporain (FIAC, Ferme du Buisson, Galerie Nadja Vilenne, CAC de Quito, ..), il ajoute le cinéma à ses pratiques plasticiennes dès 2018 avec son premier long métrage de fiction Paul est mort qui remporte le prix international Georges de Beauregard au Festival international de cinéma de Marseille (FID 2018) ainsi qu’une mention spéciale à Doclisboa 2018. Sa première Nord américaine a lieu lors du festival FirstLook au Museum of the Moving Image à New York.
En 2021, il est l'auteur d'un essai sur la notion de "prise" au cinéma  paru chez Marest éditions. Son deuxième long métrage, Jojo, est sélectionné en compétition internationale au Festival international de cinéma de Marseille (FID 2021) FID, aux festivals internationaux DocLisboa, CPHDOX et au festival du film de Kahnty Mansiisk. Le rôle principal est récompensé par deux prix d'interprétation. Tout comme dans son premier film, Jojo met en scène les spectres de la philosophie, ici celle de Georges Bataille.

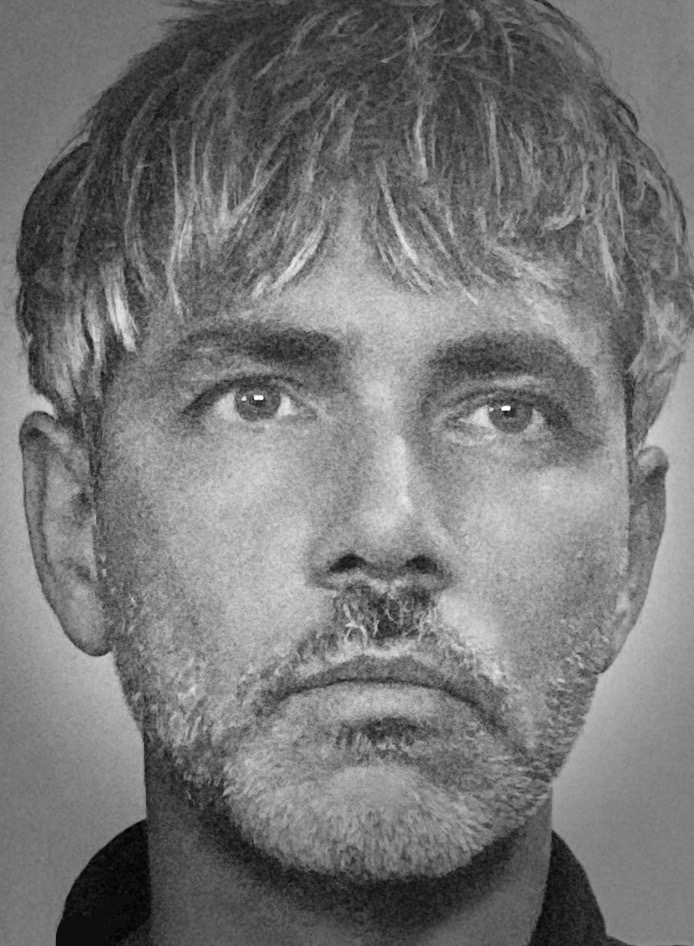
Antoni Collot au cinéma les Variétés lors du FID Marseille 2021

Docteur en arts et sciences de l'art et agrégé d'arts, il est par ailleurs maître de conférences à l'Université de Lorraine où il enseigne l'esthétique, et l'art contemporain. Il est spécialiste des pratiques négatives, de l'esthétique néo-pragmatique, des sciences humaines appliquées à l'art (Sociologie, Philosophie, Sémiologie, Études de genre).
Il collabore régulièrement à la revue Art Press en tant que critique d'art contemporain.

## Filmographie

### Réalisateur

#### Courts et moyens métrages
- 2008 : Des sables dessinés'[8]
- 2018 : La cheville[9]

#### Longs métrages
- 2018 : Paul est mort
- 2021 : Jojo

## Publications
- Conférences sur l'architecture et la peinture : L'Éloge du gothique, Turner et son œuvre, Le Préraphaélisme[10]/ John Ruskin ; avant-propos, Antoni Collot, cop. 2009
- Jacques Lizène, tome 3[11] / co-auteur, Yellow now, coll. "Côté arts", 2009
- Les Prises Doillon[12], Marest éditeur, 2021
- Je veux glisser une œuvre à l'intérieur d'un individu[13], MF éditions, 2023
- « Transcritique » in Art Press, janvier 2024
- « Conversation estivale avec un directeur de conscience automatisé. » in Revue Figures de l’Art n°42, 2023
- « Multi-médiumnique » in Art Press, juillet-août 2023
- « Gynocratie, mon amour. » in Art Press, janvier 2023
- « Arthur Cravan chez les grecs », in Revue L’Être lieu N°15, mars 2023
- « Laurent de Sutter : l’éthique Johnson de William S. Burroughs » in Art Press, novembre 2020
- « Giorgio Agamben : économie du salut », in Art Press, juillet 2020
- « Eric Rondepierre à découvert », in Art Press, mai/juin 2020
- « Heureux celui qui croit sans avoir vu » in Art Press, mars 2020
- « Un dernier cri du pouët ontologique » in Revue Document(s), octobre 2021
- « Nicolas Bouyssi hors-case » in Art Press, février 2021
- « Pinoncelli en peinture », in Art Press N°500, mai 2022
- « Portrait de l’homme sans pieds », in Revue L’Être lieu n°14, mars 2022
- « Exhalaisons ontologiques... », in Revue L’Être lieu n°13, mai-juin 2021
- « Arnaud Labelle-Rojoux, Étant damné », in Art Press en ligne, mars 2021
- « Michael Wittassek : Éclat », in Art Press, mai-juin 2020
- « Jean Eustache, de tristesse, de honte et de rage » in Art Press, Janvier 2023
- « Autoportrait dans l’atelier », in Art Press, mai 2021
- « Le paysage est une traversée », in Art Press, novembre 2020
- « Rituel et violence dans la performance », in Art Press, avril 2020
- « Des trucs apophatiques et à bruits secrets », in Revue LAM (L’Autre Musique) n°4, février 2018